# Michael McCormack
Michael McCormack, né le 2 août 1964 à Wagga Wagga en Nouvelle-Galles du Sud, est un homme politique australien, vice-Premier ministre de 2018 à 2021.

## Biographie
Il grandit sur les fermes de sa famille à Marrar et à Brucedale. En 1981 il est employé comme journaliste par le journal local, le Daily Advertiser, et en devient le rédacteur en chef à l'âge de 27 ans. Il occupe cette fonction de 1992 à 2002. C'est dans le cadre de cette fonction qu'il publie en 1993 un éditorial hautement controversé dans lequel il écrit : « Plus une semaine ne se passe sans que les homosexuels et leur comportement sordide ne s'ancre davantage dans la société. [...] Malheureusement les gays sont là et le resteront, si la maladie que leurs actes contre-nature contribuent à répandre n'anéantissent pas l'humanité ». Il présente par la suite ses excuses. De 2002 à 2010, il travaille dans le milieu de l'édition,.
Il se présente aux élections fédérales de 2010 et est élu député à la Chambre des représentants, où il représente la circonscription rurale de Riverina sous l'étiquette du Parti national (conservateur, rural). Il conserve ce siège lors des élections de 2013 et de 2016. De juillet 2016 à décembre 2017, il est ministre des Petites entreprises dans le gouvernement du Premier ministre libéral Malcolm Turnbull, constitué d'une coalition de partis de centre-droit. En décembre 2017, il devient ministre aux Anciens combattants et aux Personnels des forces armées. Ce même mois, il vote en faveur de la légalisation du mariage homosexuel en Australie, expliquant qu'une majorité des citoyens de sa circonscription y sont favorables, et que sa propre opinion à ce sujet a évolué.
En février 2018, Barnaby Joyce, vice-Premier ministre et chef du Parti national, est contraint de démissionner à la suite de révélations quant à une relation sexuelle extra-conjugale. Michael McCormack lui succède à ces deux fonctions le 26 février,.
En novembre 2019, des feux de brousse d'un nombre et d'une intensité sans précédent ravagent une partie des États de Nouvelle-Galles du Sud et Queensland, détruisant quelque 150 foyers et faisant trois morts. Le Premier ministre Scott Morrison, partisan d'un accroissement de la production et de l'exportation du charbon, est critiqué lorsqu'il refuse d'établir un lien - prétendu par certains climatologues australiens - entre le concept de changement climatique et cette catastrophe saisonnière. Michael McCormack affirme, pour sa part, que le changement climatique n'est qu'une préoccupation des « tarés de gauche dans les centres urbains ».
Le 21 juin 2021, toutefois, son parti l'évince de son poste de chef et de vice-Premier ministre, et le remplace par Barnaby Joyce. Alors que l'Australie est sous la pression de ses alliés le Royaume-Uni de Boris Johnson et les États-Unis de Joe Biden pour agir contre le réchauffement climatique, le gouvernement de Scott Morrison avait laissé entendre qu'il songerait à viser une réduction à zéro des émissions nettes de carbone de l'Australie pour 2050. Le Parti national reproche alors à Michael McCormack de ne pas s'être opposé plus fermement à cette perspective. Son successeur Barnaby Joyce est ainsi chargé par le parti de freiner les avancées concrètes contre le réchauffement climatique. 